# 比較基準方式
比較基準方式（ひかくきじゅんほうしき）とは、自社と競合企業の費用を比較した上で、あるサービスに対する基準費用を算定した費用を元に、料金を設定する方式である。英語では、ヤードスティック方式、Yardstick regulation である。

## 比較基準方式の長所・短所
道路関係四公団民営化推進委員会によるレポート「料金制度に係る主な論点」において、以下のような長所、短所が指摘されている。

### 長所
- 費用削減努力次第で、事業者は利潤確保できる（効率化を促進）

### 短所
- 最も評価の高い事業者に対しては、費用削減インセンティブが働きにくい。